# Jorge Vilda
Der Spanier Jorge Vilda Rodríguez  (* 7. Juli 1981 in Madrid) ist derzeit Trainer des marokkanischen Frauenfußballteams.  Von 2015 bis 2023 trainierte er die spanische Fußballnationalmannschaft der Frauen  und gewann mit ihr die Weltmeisterschaft 2023.

## Karriere

### Spieler
Vilda, der in Madrid geboren wurde, spielte in den Juniorenmannschaften von Barcelona, Rayo Vallecano und Real Madrid.

### Trainer
2009 wurde er Assistenztrainer bei der spanischen Mannschaft der U-19-Juniorinnen und Trainer der U-17-Juniorinnen. Unter ihm gewann die U-17-Mannschaft die U-17-Europameisterschaft 2010 und U-17-Europameisterschaft 2011, zudem konnte 2014 der zweite und 2013 der dritte Platz errungen werden. Bei der zweiten U-17-Weltmeisterschaft 2010 wurde der dritte Platz errungen und 2014 wurde die Mannschaft Zweiter. 2014 wurde Vilda dann vollverantwortlich für die U-19-Mannschaft und führte sie bis ins Finale der U-19-Europameisterschaft 2015.
Nach der Weltmeisterschaft 2015 veröffentlichte die Frauen-Nationalmannschaft einen von allen 23 Spielerinnen unterzeichneten Brief, in dem die Vorbereitung scharf kritisiert und die Ablösung des Trainers verlangt wurde. Ignacio Quereda trat daraufhin nach 27 Jahren im Amt von seinem Posten zurück und Vilda wurde sein Nachfolger.
Seine erste Aufgabe war die Qualifikation für die Europameisterschaft 2017. Dies gelang ohne Punktverlust. Im März 2017 wurde dann bei der ersten Teilnahme der Algarve-Cup 2017 durch einen 1:0-Finalsieg gegen Titelverteidiger Kanada gewonnen. Bei der Europameisterschafts-Endrunde konnte aber nur das erste Gruppenspiel gegen die Nachbarinnen aus Portugal gewonnen werden, die sich erstmals für ein großes Fußballturnier qualifiziert hatten. Nach Niederlagen gegen England und Schottland, wurde aber dennoch das Viertelfinale erreicht, da der direkte Vergleich gegenüber Portugal und Schottland für die Spanierinnen sprach. Im Viertelfinale schieden sie dann nach torlosen 120 Minuten im Elfmeterschießen gegen Neuling Österreich aus. Im März 2018 konnte dann bei der ersten Teilnahme auch der Zypern-Cup 2018 gewonnen werden. Von Juli 2018 bis April 2019 betreute er dann noch zusätzlich die U-19-Mannschaft und führte sie zum Europameisterschaftstitel 2018.
Die Qualifikation für die Weltmeisterschaft 2019 konnte dann wieder ohne Punktverlust abgeschlossen werden. Bei der Endrunde in Frankreich erreichten sie mit je einem Sieg gegen Südafrika, einem Remis gegen China und einer Niederlage gegen Deutschland als Gruppenzweite das Achtelfinale. Hier trafen sie auf Titelverteidiger USA und verloren durch zwei Elfmetertore mit 1:2.
In der FIFA-Weltrangliste konnten sich die Spanierinnen unter Vilda von Platz 19 bis auf Platz 9 im Dezember 2021 verbessern.
Nachdem ein Teil der Mannschaft seit Monaten innerhalb des Verbandes Kritik an Vilda als Trainer geübt, der Verband jedoch nicht reagiert hatte, baten 15 Spielerinnen darum, vorübergehend nicht mehr einberufen zu werden. Vilda wurde Respektlosigkeit, Übergriffigkeit und Sturheit vorgeworfen. Er habe Spielerinnen stark kontrolliert und etwa verboten, ihre Zimmertüren abzuschließen. Ona Batlle, Mariona Caldentey und Aitana Bonmatí kehrten in den folgenden Monaten ins Team zurück, die anderen zwölf ließen ihre Nationalmannschaftskarriere ruhen.
Unter Vildas Leitung gewannen die Spanierinnen die Weltmeisterschaft 2023.
Am 5. September 2023 gab der spanische Fußballverband die Entlassung Vildas im Rahmen der Kontroverse um Luis Rubiales bekannt.
Seit Oktober 2023 ist Vilda Trainer des marokkanischen Frauenteams, wo er einen Vertrag bis 2027 unterschrieb. In der Qualifikation für die Olympischen Spiele 2024 führte er die Marokkanerinnen bis in die vierte Runde. Nach einem 2:1-Sieg in Sambia wurde das Heimspiel mit 0:2 nach Verlängerung verloren, so dass sie die Spiele in Paris verpassten.

## Erfolge als Trainer
- 2010, 2011: Sieg bei der U-17-Europameisterschaft
- 2018: Sieg bei der U-19-Europameisterschaft
- 2023: Sieg bei der Weltmeisterschaft